# Twocolors
twocolors ist ein deutsches Electro-House-Duo aus Berlin.

## Geschichte
Die beiden Musiker Emil Reinke (Gitarre) und Pierre-Angelo Papaccio (Keyboard) lernten sich 2015 auf einer Party in Berlin kennen. In diesem Jahr entstanden bereits die ersten Songs des Duos, darunter Follow You, der durch Streaming ein erster Erfolg wurde. Zunächst veröffentlichten die Musiker ihre Songs, die den Genres House und Dance-Pop zugeordnet werden, über ein eigens gegründetes Label.
Im Mai 2020 erschien die Single Lovefool über Universal Music. Es handelt sich dabei um eine Coverversion des gleichnamigen Lieds der schwedischen Band The Cardigans aus dem Jahr 1996. Die Single wurde im Sommer ein Erfolg im deutschsprachigen Raum und war auch in weiteren europäischen Ländern in den Charts platziert, darunter eine Top-Ten-Platzierung in Finnland. Außerdem erreichte der Song Platz eins der polnischen Airplaycharts und wurde ein Hit in China und Russland. Zu Lovefool erschienen danach mehrere Remixe, unter anderem von Nicky Romero, sowie eine Version des Songs zusammen mit der US-amerikanischen Sängerin Pia Mia. Mittlerweile erreichte der Titel über 250 Millionen Streams auf Spotify sowie über 1,8 Milliarden Streams auf allen Streaming-Plattformen weltweit.

## Diskografie

### EPs
- 2020: Lovefool Collection

### Singles
| Jahr | Titel Album                  | Höchstplatzierung, Gesamtwochen, AuszeichnungChartplatzierungen (Jahr, Titel, Album, Platzierungen, Wochen, Auszeichnungen, Anmerkungen) | Höchstplatzierung, Gesamtwochen, AuszeichnungChartplatzierungen (Jahr, Titel, Album, Platzierungen, Wochen, Auszeichnungen, Anmerkungen) | Höchstplatzierung, Gesamtwochen, AuszeichnungChartplatzierungen (Jahr, Titel, Album, Platzierungen, Wochen, Auszeichnungen, Anmerkungen) | Höchstplatzierung, Gesamtwochen, AuszeichnungChartplatzierungen (Jahr, Titel, Album, Platzierungen, Wochen, Auszeichnungen, Anmerkungen) | Höchstplatzierung, Gesamtwochen, AuszeichnungChartplatzierungen (Jahr, Titel, Album, Platzierungen, Wochen, Auszeichnungen, Anmerkungen) | Anmerkungen                                                                               |
| Jahr | Titel Album                  | DE | AT | CH | UK | Dance | Anmerkungen                                                                               |
| ---- | ---------------------------- | --- | --- | --- | --- | --- | ----------------------------------------------------------------------------------------- |
| 2020 | Lovefool Lovefool Collection | DE11 ×3Dreifachgold · (52 Wo.)DE | AT10 ×2Doppelplatin · (43 Wo.)AT | CH19 ×2Doppelplatin · (45 Wo.)CH | UK— SilberUK | Dance17 Gold · (25 Wo.)Dance | Erstveröffentlichung: 8. Mai 2020 Verkäufe: + 1.670.000                                   |
| 2021 | Bloodstream –                | DE83 (6 Wo.)DE | — | — | — | — | Erstveröffentlichung: 12. März 2021                                                       |
| 2022 | Heavy Metal Love –           | DE36 Gold · (23 Wo.)DE | AT— GoldAT | CH— GoldCH | — | — | Erstveröffentlichung: 8. Juli 2022 Verkäufe: + 325.000; Gastsängerin: Nina Chuba          |
| 2023 | Cynical –                    | DE15 Gold · (42 Wo.)DE | AT26 Gold · (21 Wo.)AT | CH47 Platin · (17 Wo.)CH | — | — | Erstveröffentlichung: 30. Juni 2023 Verkäufe: + 435.000; mit Chris de Sarandy & Safri Duo |

Weitere Singles
- 2015: Places (feat. Muringa)
- 2015: Follow You (feat. Muringa)
- 2015: I See You (feat. Excel M.)
- 2015: Survive (feat. Muringa)
- 2016: Runaways
- 2016: Queen
- 2016: Overload
- 2017: Mantra
- 2017: Dust (mit Anna Naklab)
- 2017: I’m Away
- 2018: Boy
- 2019: Scared of Flying (feat. Kyle Pearce)
- 2019: Cola (mit Goldzbrough)
- 2019: Make It Louder (mit The Dead Daisies)
- 2019: Deep Inside Your Love (mit Hym)
- 2019: Mojo (mit Bright Sparks)
- 2019: México (mit The Dead Daisies)
- 2020: No Games
- 2020: Never Done This
- 2020: 2 Strangers (mit Goldzbrough)
- 2020: Chasing Waves (feat. Sofia Dragt)
- 2021: Bloodstream
- 2021: Passion
- 2021: Feel It 2 (mit Georgie Keller)

## Auszeichnungen für Musikverkäufe
| Goldene Schallplatte - Australien - 2021: für die Single Lovefool - Brasilien - 2025: für die Single Cynical - Italien - 2021: für die Single Lovefool - Portugal - 2021: für die Single Lovefool - Spanien - 2024: für die Single Lovefool Platin-Schallplatte - Frankreich - 2022: für die Single Lovefool - Kanada - 2022: für die Single Lovefool | 2× Platin-Schallplatte - Polen - 2024: für die Single Heavy Metal Love - 2024: für die Single Cynical 3× Platin-Schallplatte - Brasilien - 2024: für die Single Lovefool - Polen - 2021: für die Single Lovefool |

Anmerkung: Auszeichnungen in Ländern aus den Charttabellen bzw. Chartboxen sind in ebendiesen zu finden.
| Land/RegionAuszeichnungen für Musikverkäufe (Land/Region, Auszeichnungen, Verkäufe, Quellen) | Silber  | Gold       | Platin       | Verkäufe  | Quellen             |
| -------------------------------------------------------------------------------------------- | ------- | ---------- | ------------ | --------- | ------------------- |
| Australien (ARIA)                                                                            | —       | Gold1      | —            | 35.000    | aria.com.au         |
| Brasilien (PMB)                                                                              | —       | Gold1      | 3× Platin3   | 140.000   | pro-musicabr.org.br |
| Deutschland (BVMI)                                                                           | —       | 3× Gold3   | Platin1      | 1.100.000 | musikindustrie.de   |
| Frankreich (SNEP)                                                                            | —       | —          | Platin1      | 200.000   | snepmusique.com     |
| Italien (FIMI)                                                                               | —       | Gold1      | —            | 35.000    | fimi.it             |
| Kanada (MC)                                                                                  | —       | —          | Platin1      | 80.000    | musiccanada.com     |
| Österreich (IFPI)                                                                            | —       | 2× Gold2   | 2× Platin2   | 90.000    | ifpi.at             |
| Polen (ZPAV)                                                                                 | —       | —          | 7× Platin7   | 350.000   | olis.pl             |
| Portugal (AFP)                                                                               | —       | Gold1      | —            | 5.000     | Einzelnachweise     |
| Schweiz (IFPI)                                                                               | —       | Gold1      | 3× Platin3   | 70.000    | hitparade.ch        |
| Spanien (Promusicae)                                                                         | —       | Gold1      | —            | 30.000    | elportaldemusica.es |
| Vereinigte Staaten (RIAA)                                                                    | —       | Gold1      | —            | 500.000   | riaa.com            |
| Vereinigtes Königreich (BPI)                                                                 | Silber1 | —          | —            | 200.000   | bpi.co.uk           |
| Insgesamt                                                                                    | Silber1 | 12× Gold12 | 18× Platin18 |           |                     |